# César-díj a legjobb vágásnak
A legjobb vágás César-díját (franciául César du meilleur montage) a francia Filmművészeti és Filmtechnikai Akadémia 1976 óta osztja ki a vágók munkájának elismerésére. Átadása a „Césarok éjszakája” elnevezésű gálaünnepségen történik minden év február végén, március elején.
A megmérettetésben mindazon filmek részt vehetnek, amelyeket első körben jelöltek a legjobb film kategóriában. A jelöltek száma az évek során többször változott: 1987-ig négy-öt, 1988-tól 2006-ig három, 2007 óta pedig öt.

## Díjazottak és jelöltek
A díjazottak vastagítással vannak kiemelve. Az évszám a díjosztó gála évét jelzi, amikor az előző évben forgalmazásra került film elismerésben részesült.

### 1970-es évek
| Év   | Díjazottak és jelöltek |
| ---- | --- |
| 1976 | - Genevieve Winding – Sept morts sur ordonnance - Christiane Lack – A legfontosabb a szerelem (L'important c'est d'aimer) - Jean Ravel – Agyő haver! (Adieu poulet) - Marie-Josèphe Yoyotte – A vadember (Le sauvage) - Eva Zora – A bosszú (Le vieux fusil) |
| 1977 | - Marie-Josephe Yoyotte – Police Python 357 - Henri Lanoë – Klein úr (Monsieur Klein) - Claudine Merlin – Barocco - Jean Ravel – Menekülés Görögországból (Une femme à sa fenêtre)                                                                           |
| 1978 | - Albert Jurgenson – Gondviselés (Providence) - Françoise Bonnot – Az elveszett múlt (Le passé simple) - Chris Marker – Le fond de l'air est rouge - Henri Lanoë – A bűn árnyékában (La menace)                                                              |
| 1979 | - Raymonde Guyot – Az 51-es dosszié (Le dossier 51) - Henri Lanoë – Un papillon sur l'épaule - Jean Ravel – A mások pénze (L'argent des autres) - Geneviève Winding – L'état sauvage                                                                         |

### 1980-as évek
| Év   | Díjazottak és jelöltek |
| ---- | --- |
| 1980 | - Reginald Beck – Don Giovanni - Thierry Derocles – Bűnügyek (Série noire) - Henri Lanoë – A gavallér (Le cavaleur) - Claudine Merlin – Hidegtál (Buffet froid) és Les sœurs Brontë                                                                 |
| 1981 | - Martine Barraqué-Currie – Az utolsó metró (Le dernier métro) - Albert Jurgenson – Esernyőtrükk (Le coup du parapluie) - Armand Psenny – Halál egyenes adásban (La mort en direct) - Geneviève Winding – A bankárnő (La banquière)                 |
| 1982 | - Albert Jurgenson – Őrizetbevétel (Garde à vue) - Hugues Darmois és Sophie Bhaud – Egyesek és mások (Les Uns et les Autres) - Henri Lanoë – Malevil - Armand Psenny – Nagytakarítás (Coup de torchon)                                              |
| 1983 | - Noëlle Boisson – Qu’est-ce qui fait courir David ? - Françoise Javet Frédérix – A besúgó (La balance) - Henri Lanoë – Les quarantièmes rugissants - Armand Psenny – Önbíráskodás (Tir groupé) - Jean Ravel – Az egyiptomi utas (L’étoile du Nord) |
| 1984 | - Jacques Witta – Gyilkos nyár (L'été meurtrier) - Françoise Bonnot – Hanna K. - Denise de Casabianca – A sebesült ember (L'homme blessé) - Claire Pinheiro – Les mots pour le dire - Françoise Prenant – Faits divers                              |
| 1985 | - Nicole Saunier – Zsaroló zsaruk (Les ripoux) - Claudine Merlin – A mi történetünk (Notre histoire) - Armand Psenny – Vidéki vasárnap (Un dimanche à la campagne) - Geneviève Winding – Emlékek, emlékek (Souvenirs, souvenirs)                    |
| 1986 | - Raymonde Guyot – Nyakunkon a veszély (Péril en la demeure) - Yann Dedet – Zsaruszerelem (Police) - Henri Lanoë – On ne meurt que deux fois - Sophie Schmit – Metró (Subway)                                                                       |
| 1987 | - Isabelle Dedieu – Thérese története (Thérese) - Claudine Merlin – Estélyi ruha (Tenue de soirée) - Monique Prim – Betty Blue (37°2 le matin) - Armand Psenny – Jazz Párizsban ('Round Midnight)                                                   |
| 1988 | - Emmanuelle Castro – Viszontlátásra, gyerekek! (Au revoir les enfants) - Yann Dedet – A Sátán árnyékában (Sous le soleil de Satan) - Raymonde Guyot – A nagy út (Le grand chemin)                                                                  |
| 1989 | - Noëlle Boisson – A medve (L'ours) - Raymonde Guyot – Ártatlan gyönyör (La lectrice) - Joëlle Hache és Jeanne Kef – Camille Claudel |

### 1990-es évek
| Év   | Díjazottak és jelöltek |
| ---- | --- |
| 1990 | - Claudine Merlin – Túl szép hozzád (Trop belle pour toi) - Joëlle Hache – Monsieur Hire - Armand Psenny – Az élet és semmi más (La vie et rien d'autre)                                                                       |
| 1991 | - Noëlle Boisson – Cyrano de Bergerac - Joëlle Hache – A fodrásznő férje (Le mari de la coiffeuse) - Olivier Mauffroy – Nikita                                                                                                 |
| 1992 | - Hervé Schneid – Delicatessen - Claudine Merlin – Kösz, megvagyok (Merci la vie) - Marie-Josèphe Yoyotte – Minden áldott reggel (Tous les matins du monde)                                                                    |
| 1993 | - Lise Beaulieu – Vad éjszakák (Les nuits fauves) - Noëlle Boisson – A szerető (L'amant) - Geneviève Winding – Indokína (Indochine)                                                                                            |
| 1994 | - Jacques Witta – Három szín: kék (Trois couleurs: Bleu) - Albert Jurgenson – Dohányzó/Nem dohányzó (Smoking/No Smoking) - Catherine Kelber – Jöttünk, láttunk, visszamennénk (Les visiteurs) - Hervé de Luze – Germinal       |
| 1995 | - Juliette Welfing – Férfiak mélyrepülésben (Regarde les hommes tomber) - Sylvie Landra – Léon, a profi (Léon) - Hélène Viard, François Gédigier – Margó királyné (La Reine Margot)                                            |
| 1996 | - Scott Stevenson és Mathieu Kassovitz – A gyűlölet (La haine) - Noëlle Boisson – Huszár a tetőn (Le hussard sur le toit) - Jacqueline Thiedot – Nelly és Arnaud úr (Nelly et Mr. Arnaud)                                      |
| 1997 | - Marie-Josèphe Yoyotte és Florence Ricard – Mikrokozmosz - Füvek népe (Microcosmos : Le peuple de l'herbe) - Joëlle Hache – Rizsporos intrikák (Ridicule) - Juliette Welfling – Csinálj magadból hőst (Un héros très discret) |
| 1998 | - Hervé de Luze – Megint a régi nóta (On connaît la chanson) - Sylvie Landra – Az ötödik elem (Le cinquième élément) - Henri Lanoë – A púpos (Le bossu)                                                                        |
| 1999 | - Véronique Lange – Taxi - Luc Barnier et Françoise Bonnot – A Vendôme tér asszonya (Place Vendôme) - François Gédigier – Aki szeret engem, vonatra ül (Ceux qui maiment prendront le train)                                   |

### 2000-es évek
| Év   | Díjazottak és jelöltek |
| ---- | --- |
| 2000 | - Emmanuelle Castro – Voyages - Joëlle Hache – Lány a hídon (La fille sur le pont) - Sylvie Landra – Jeanne d’Arc – Az orléans-i szűz (Jeanne d’Arc) |
| 2001 | - Yannick Kergoat – Harry csak jót akar (Harry, un ami qui vous veut du bien) - Hervé de Luze – Ízlés dolga (Le goût des autres) - Marilyne Monthieux – Bíbor folyók (Les rivières pourpres) |
| 2002 | - Marie-Josephe Yoyotte – Vándormadarak (Le peuple migrateur) - Hervé Schneid – Amélie csodálatos élete (Le fabuleux destin d'Amélie Poulain) - Juliette Welfling – A számat figyeld (Sur mes lèvres) |
| 2003 | - Nicolas Philibert – Én, te, ő (Etre et avoir) - Hervé de Luze – A zongorista (Le pianiste) - Francine Sandberg – Lakótársat keresünk (L'auberge espagnole) |
| 2004 | - Danielle Anezin, Valérie Loiseleux, Ludo Troch – Trilógia - Csodás páros (Un couple épatant), Trilógia - Menekülés (Cavale) és Trilógia - Az élet után (Après la vie) - Hervé de Luze – Nem kell a csók (Pas sur la bouche) - Marilyne Monthieux – Bon voyage                                                                              |
| 2005 | - Noëlle Boisson – Két testvér (Deux frères) - Achdé – 36 – Harminchat (36 quai des Orfèvres) - Hervé Schneid – Hosszú jegyesség (Un long dimanche de fiançailles) |
| 2006 | - Juliette Welfling – Halálos szívdobbanás (De battre mon cœur s’est arrêté) - Sabine Emiliani – Pingvinek vándorlása (La marche de l’empereur) - Francine Sandberg – Még mindig lakótársat keresünk (Les poupées russes) |
| 2007 | - Hervé de Luze – Senkinek egy szót se! (Ne le dis à personne) - Martine Giordano – Amikor énekes voltam (Quand j'étais chanteur) - Yannick Kergoat – A dicsőség arcai (Indigènes) - Sylvie Landra – Művészlelkek (Fauteuils d'orchestre) - Hervé de Luze – Szívek (Cœurs)                                                                   |
| 2008 | - Juliette Welfling – Szkafander és pillangó (Le scaphandre et le papillon) - Ghalya Lacroix és Camille Toubkis – A kuszkusz titka (La graine et le mulet) - Véronique Lange – Un secret - Richard Marizy és Yves Beloniak – Piaf (La Môme) - Stéphane Roche – Persepolis (Persépolis)                                                       |
| 2009 | - Sophie Reine – Hátralévő életed első napja (Le premier jour du reste de ta vie) - Laurence Briaud – Karácsonyi történet (Un conte de Noël) - Robin Campillo és Stéphanie Léger – Az osztály (Entre les murs) - Francine Sandberg – Paris - Hervé Schneid és Bill Pankow – Halálos közellenség – Public Enemy (Mesrine: L'instinct de mort) |

### 2010-es évek
| Év   | Díjazottak és jelöltek |
| ---- | --- |
| 2010 | - Juliette Welfling – A próféta (Un prophète) - Célia Lafitedupont – A l'origine - Hervé de Luze – Les herbes folles - Andréa Sesdlackova – Isten hozott! (Welcome) - Ludo Troch – A koncert (Le concert) |
| 2011 | - Hervé Deluze – Szellemíró (The Ghost Writer) - Luc Barnier – Carlos - Annette Dutertre – Turné (Tournée) - Marie-Julie Maille – Emberek és istenek (Des hommes et des dieux) - Marilyne Monthieux – Gainsbourg (hősi élet) (Gainsbourg (Vie héroïque)) |
| 2012 | - Laure Gardette és Yann Dedet – Polisse - Anne-Sophie Bion és Michel Hazanavicius – The Artist – A némafilmes (The Artist) - Laurence Briaud – Államérdekből (L'exercice de l'État) - Pauline Gaillard Szemünk fénye (La guerre est déclarée) - Dorian Rigal-Ansous – Életrevalók (Intouchables)                                                                  |
| 2013 | - Juliette Welfling – Rozsda és csont (De rouille et d'os) - Luc Barnier – Búcsú a királynémtól (Les adieux à la reine) - Annette Dutertre, Michel Klochendler – Camille (Camille redouble) - Nelly Quettier – Holy Motors - Monika Willi – Szerelem (Amour) |
| 2014 | - Valérie Deseine – Én, én és az anyám (Les garçons et Guillaume, à table !) - Jean-Christophe Hym – Idegen a tónál (L'inconnu du lac) - Christophe Pinel – Kilenc hónap letöltendő (9 mois ferme) - Camille Toubkis, Albertine Lastera, Jean-Marie Lengelle, Ghalya Lacroix – Adèle élete – 1-2. fejezet (La vie d'Adèle) - Juliette Welfling – A múlt (Le passé) |
| 2015 | - Nadia Ben Rachid – Timbuktu - Lilian Corbeille – A küzdők (Les combattants) - Christel Dewynter – Hippokratész (Hippocrate) - Frédéric Baillehaiche – Party Girl - Fabrice Rouaud – Saint Laurent |
| 2016 | - Mathilde Van De Moortel – Mustang - Juliette Welfling – Dheepan – Egy menekült története (Dheepan) - Cyril Nakache – Marguerite – A tökéletlen hang (Marguerite) - Simon Jacquet – Az én szerelmem (Mon roi) - Laurence Briaud – Fiatal éveim (Trois souvenirs de ma jeunesse)                                                                                   |
| 2017 | - Xavier Dolan – Ez csak a világ vége (Juste la fin du monde) - Loïc Lallemand, Vincent Tricon – Divines - Job ter Burg – Áldozat? (Elle) - Laure Gardette – Frantz - Simon Jacquet – Mal de pierres |
| 2018 | - Robin Campillo – 120 dobbanás percenként (120 battements par minute) - François Gedigier – Barbara - Julie Lena, Tristan Corbeille és Grégoire Pointecaille – Petit paysan - Dorian Rigal Ansous – Eszeveszett esküvő (Le sens de la fête) - Christophe Pinel – Viszontlátásra odafönt (Au revoir là-haut)                                                       |
| 2019 | - Yorgos Lamprinos – Láthatás (Jusqu'à la garde) - Valérie Deseine – Les chatouilles - Isabelle Devinck – Csak a baj van veled! (En liberté !) - Simon Jacquet – Szabadúszók (Le grand bain) - Juliette Welfling – Testvérlövészek (Les Frères Sisters) |
| 2021 | - Tina Baz – Ha már fel kell nőni (Adolescentes) - Christophe Pinel – Adieu les cons - Annette Dutertre – Antoinette dans les Cévennes - Martial Salomon – Les Choses qu'on dit, les choses qu'on fait - Laure Gardette – Été 85 |

### 2020-as évek
| Év   | Díjazottak és jelöltek |
| ---- | --- |
| 2020 | - Flora Volpelière – Nyomorultak (Les Misérables) - Anny Danché, Florent Vassault – Boldog idők (La Belle Époque) - Laure Gardette – Isten kegyelméből (Grâce à Dieu) - Dorian Rigal-Ansous – Különleges életek (Hors normes) - Hervé De Luze – Tiszt és kém – A Dreyfus-ügy (J’accuse)            |
| 2021 | - Tina Baz – Ha már fel kell nőni (Adolescentes) - Christophe Pinel – Elég a hülyékből (Adieu les cons) - Annette Dutertre – Jó a szamár is (Antoinette dans les Cévennes) - Martial Salomon – Szerelmeink (Les Choses qu'on dit, les choses qu'on fait) - Laure Gardette – ’85 nyara (Été 85)     |
| 2022 | - Nelly Quettier – Annette - Frédéric Baillehaiche – Intenzív találkozások (La fracture) - Simon Jacquet – Marseille északi része (BAC Nord) - Valentin Féron – Feketedoboz (Boîte noire) - Cyril Nakache – Elveszett illúziók (Illusions perdues)                                                 |
| 2023 | - Mathilde Van de Moortel – À plein temps - Anne-Sophie Bion – Tánc az élet (En corps) - Pierre Deschamps – Családban marad (L’innocent) - Laure Gardette – Novembre - Laurent Rouan – Akkor éjjel (La nuit du 12)                                                                                 |
| 2024 | - Laurent Sénéchal – Egy zuhanás anatómiája (Anatomie d'une chute) - Lilian Corbeille – Állati királyság (Le Règne animal) - Yann Dedet – A Goldman ügy (Le Procès Goldman) - Valérie Loiseleux – Little Girl Blue - Francis Vesin – Az arcuk mindig előttem lesz (Je verrai toujours vos visages) |
| 2025 | - Xavier Sirven – L’Histoire de Souleymane - Guerric Catala – Váratlan dallamok (En fanfare) - Simon Jacquet – Dübörgő szívek (L'Amour ouf) - Célia Lafitedupont – Monte Cristo grófja (Le compte de Monte Cristo) - Juliette Welfling – Emilia Pérez                                              |